# 야지디 학살

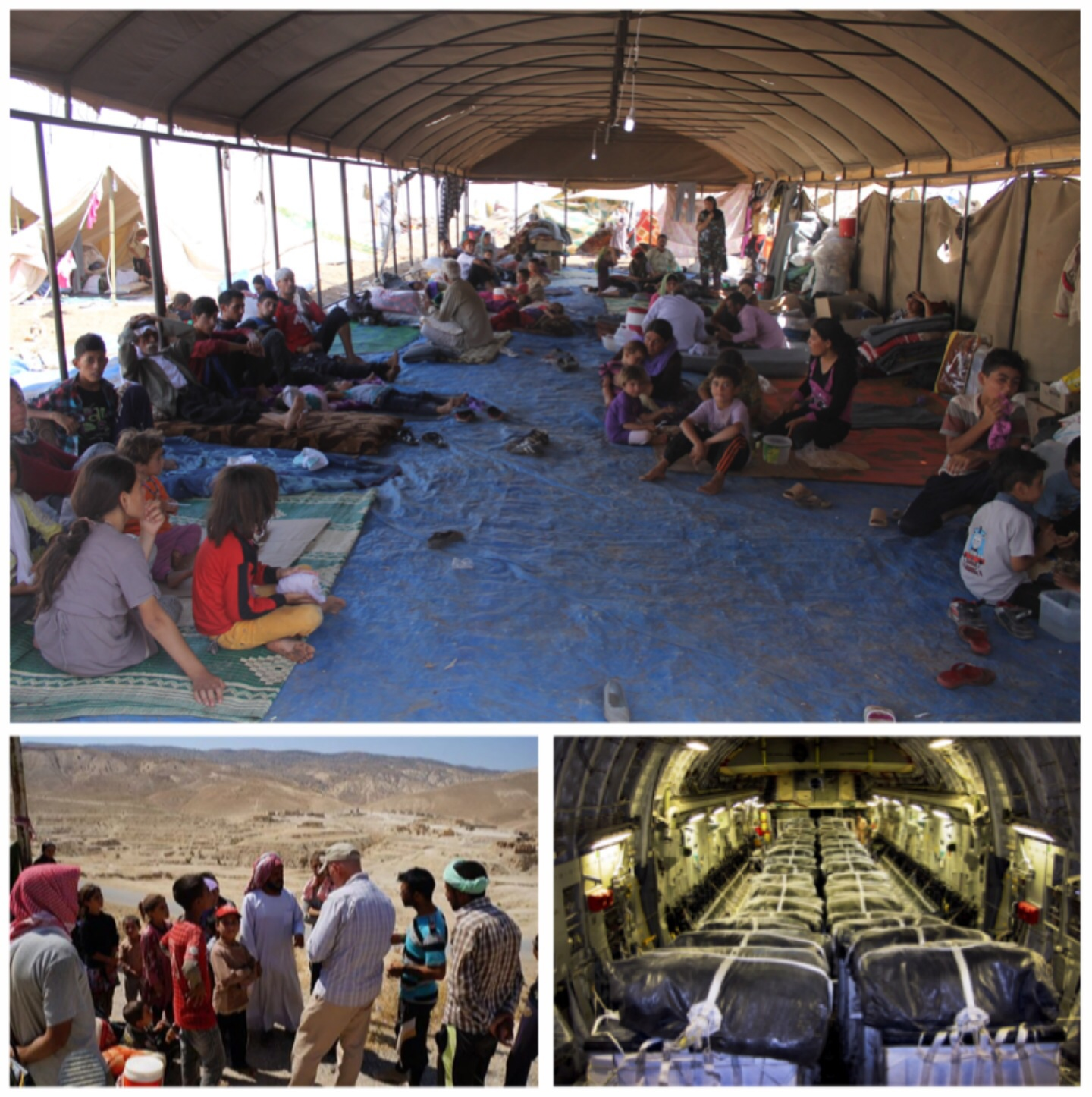

야지디 학살(Yazidi genocide)은 2014년부터 2017년까지 이라크와 시리아에서 이슬람 국가(IS)에 의해 자행된 사건이다. 학살, 대량 학살, 강제 이슬람 개종 등이 특징이다. 야지디는 인도-이란 전통에서 파생된 유일신교 이란 민족종교인 야지드교를 실천하는 쿠르드족 토착민으로 쿠르드어를 말하는 민족이다.
3년에 걸쳐 이슬람 국가 무장세력은 수천 명의 야지디 여성과 소녀들을 인신매매하고 수천 명의 야지디 남성을 살해했다. 유엔은 이슬람 국가가 이라크 전역에서 "강제 개종 캠페인"을 통해 약 5,000명의 야지디를 살해하고 약 10,800명의 야지디 여성과 소녀들을 인신매매했다고 보고했다. 2015년까지 전 세계 야지디 인구의 71% 이상이 대량 학살로 인해 난민이 되었으며, 대부분의 야지디 난민은 이라크의 쿠르디스탄 지역과 시리아의 로자바로 도망갔다. 야지디에 대한 박해는 다른 소수 종교인들과 함께 2014년 6월 이슬람국가(IS)의 이라크 북부 공세 이후 일어났다.
이슬람 국가가 자행한 수많은 잔학 행위 속에서 야지디 학살은 국제적인 관심을 끌었고 미국은 많은 서방 국가와 터키, 모로코, 요르단으로 구성된 군사 연합인 CJTF-OIR을 설립하게 되었다. 또한 미국, 영국, 호주는 2014년 8월 이슬람국가의 이라크 북부 공세로 신자르산맥에 갇힌 야지디 난민들을 지원하기 위해 긴급공수를 실시했다. 그리고 갇힌 야지디 수천 명을 납치하자 미국과 영국은 진군하는 이슬람국가(IS) 무장세력에 대해 공습을 시작했고, 인민방위군과 쿠르드 노동자당은 공동으로 나머지 신자르 산맥의 야지디 난민들을 대피시키기 위해 인도주의적 통로를 형성했다.
유엔과 유럽 평의회, 유럽 연합을 포함한 여러 다른 조직은 미국, 캐나다, 아르메니아, 이라크와 마찬가지로 이슬람 국가의 야지디 반대 캠페인을 대량 학살로 지정했다.

## 같이 보기
- 노예제에 대한 이슬람교의 견해
- 대 IS 군사 개입